# رولاندو ريبيرا
رولاندو ريبيرا (بالإسبانية: Rolando Ribera)‏ (13 مارس 1983 بترينيداد، بوليفيا في بوليفيا - ) هو مدرب كرة قدم ولاعب كرة قدم بوليفي في مركز الوسط. شارك مع منتخب بوليفيا لكرة القدم. أما مع النوادي، فقد لعب مع نادي ديبورتيفو سان خوسي وUniversitario de Sucre ‏.

## مسيرته الكروية
لعب رولاندو ريبيرا خلال مسيرته الاحترافية مع 4 أندية في ستة عشر موسمًا وسجل خلالها 9 أهداف ضمن 417 مباراة. ولم يفز بأي موسم بالكأس وفاز في ثلاثة مواسم بالدوري.
خاض رولاندو ريبيرا مسيرته مع نادي سان خوسيه في موسم 2002 في المرة الأولى ليلعب معه سبعة مواسم ثم في موسم 2010 واستمر معه طيلة ثلاثة مواسم، مشاركًا طوالها في 289 مباراة سجل خلالها 6 أهداف. ثم انتقل إلى Universitario de Sucre ‏ ما بين عامي 2009 و2010 في المرة الأولى لمدة موسم واحد ثم في موسم 2012–13 واستمر معه طيلة ثلاثة مواسم، حيث شارك طوالها في 97 مباراة سجل خلالها 3 أهداف. لينتقل بعدها إلى Sport Boys Warnes ‏ في موسم 2015–16 لمدة موسم واحد، مشاركًا في 21 مباراة ولم يسجل أي هدف. ثم انتقل إلى نادي ناسيونال بوتوسي في موسم 2016–17 لمدة موسم واحد، مشاركًا في 10 مباريات ولم يسجل أي هدف أيضًا.

## روابط خارجية
- رولاندو ريبيرا على موقع إي إس بي إن إف سي (الإنجليزية)
- رولاندو ريبيرا على موقع قاعدة بيانات كرة القدم.إي يو (الإنجليزية)
- رولاندو ريبيرا على موقع ناشيونال فوتبول تيمز (الإنجليزية)
- رولاندو ريبيرا على موقع Soccerway.com (الإنجليزية)
- رولاندو ريبيرا على موقع AS.com (الإسبانية)